# ملعب 5 يوليو 1962 (حجوط)
ملعب 5 يوليو 1962 هو ملعب لكرة القدم يقع في مدينة حجوط الجزائرية. ويلعب فيه نادي اتحاد رياضي مشعل حجوط.

## مواضيع ذات صلة
- الرياضة في الجزائر
- الاتحادية الجزائرية لكرة القدم
- قائمة ملاعب كرة القدم في الجزائر

## وصلات خارجية
- (بالعربية) الموقع الرسمي للاتحادية الجزائرية لكرة القدم